# Biggar (Kanada)
Biggar – miasto leżące w południowo-zachodniej części prowincji Saskatchewan w Kanadzie. 
- Powierzchnia: 15,75 km²
- Ludność: 2 033 (2006)